# Danny Schmidt (Fußballspieler)
Danny Schmidt (* 30. Januar 2003 in Wiesbaden) ist ein deutscher Fußballspieler. Er steht aktuell bei Fortuna Düsseldorf unter Vertrag.

## Karriere
Schmidt begann seine Fußballkarriere in Hessen beim SV Neuhof-Taunusstein. Im Alter von neun Jahren wechselte er in die Jugend des FSV Mainz 05. In Mainz wurde er zum Nationalspieler und absolvierte 2019 sechs Spiele für die deutsche U-17-Auswahl. 2020 feierte er sein Debüt im Herrenbereich bei der U23 von Mainz 05. In der Regionalliga Südwest spielte er in vier Jahren 67 Mal und schoss dabei 24 Tore. Im Februar 2024 gab die Fortuna bekannt, dass der 21-jährige offensive Mittelfeldspieler im Sommer ablösefrei nach Düsseldorf wechselt.

## Privates
Seit September 2022 ist er mit seiner Partnerin Mary Schmidt verheiratet.